# Crocota lutearia
Crocota lutearia là một loài bướm đêm trong họ Geometridae.